# Ian Harkes
Ian Andrew Harkes (* 30. März 1995 in Derby, England) ist ein US-amerikanischer Fußballspieler, der zuletzt bei Dundee United in der Scottish Premiership unter Vertrag stand.

## Karriere
Ian Harkes wurde als Sohn des US-amerikanischen Fußballnationalspielers John Harkes im englischen Derby geboren, als dieser bei Derby County unter Vertrag stand. Die Verlobte von Ian Harkes, ist die Fußballspielerin Sarah Teegarden die bei Celtic Glasgow in der Scottish Women’s Premier League spielt.
Ian Harkes begann seine Karriere bei D.C. United, nachdem er die High School besucht hatte. Ab 2013 studierte er an der Wake Forest University in Winston-Salem, North Carolina. Für die unter dem Namen „Demon Deacons“ antretende Fußballmannschaft der Universität spielte er in der NCAA Division I. Im Januar 2017 wurde Harkes mit der Hermann Trophy ausgezeichnet, die an den besten College-Fußballspieler des Landes verliehen wird.
Ab 2017 spielte Harkes für D.C. United in der Major League Soccer. Nach dem Ende der Saison 2018 wechselte Harkes nach Schottland zum Zweitligisten Dundee United. Mit dem Verein stieg er im Jahr 2020 in die Scottish Premiership auf und etablierte sich im Mittelfeld als Stammspieler.